# Matheus Martins
Matheus Martins Silva dos Santos, noto semplicemente come Matheus Martins (Campo Grande, 16 luglio 2003), è un calciatore brasiliano, attaccante del Botafogo.

## Caratteristiche tecniche
È un'ala sinistra.

## Carriera

### Club
Cresciuto nel settore giovanile del Fluminense, debutta in prima squadra il 7 marzo 2021 in occasione del match del Campionato Carioca vinto 3-0 contro la Portuguesa-RJ.
Il 14 dicembre 2022 viene acquistato dal Watford, a cui si aggregherà dal 1º gennaio 2023.
Il 30 luglio 2024 firma un contratto quadriennale con il Botafogo.

### Nazionale
Ha giocato nella nazionale brasiliana Under-16.
Nel dicembre del 2022, è stato incluso dal selezionatore Ramon Menezes nella lista dei convocati della nazionale Under-20 partecipante al Campionato sudamericano di calcio Under-20 2023 in Colombia. Tuttavia, non viene autorizzato ad unirsi al gruppo dal suo club, il Fluminense.
Il 28 aprile 2023 viene convocato per il Mondiale di categoria in Argentina.

## Statistiche

### Presenze e reti nei club
Statistiche aggiornate al 28 febbraio 2025.
| Stagione          | Squadra           | Campionato        | Campionato | Campionato | Coppe nazionali | Coppe nazionali | Coppe nazionali | Coppe continentali | Coppe continentali | Coppe continentali | Altre coppe | Altre coppe | Altre coppe | Totale | Totale | Totale |
| Stagione          | Squadra           | Comp              | Pres       | Reti       | Comp            | Pres            | Reti            | Comp               | Pres               | Reti               | Comp        | Pres        | Reti        | Pres   | Reti   |        |
| ----------------- | ----------------- | ----------------- | ---------- | ---------- | --------------- | --------------- | --------------- | ------------------ | ------------------ | ------------------ | ----------- | ----------- | ----------- | ------ | ------ | ------ |
| 2021              | Fluminense        | A/RJ+A            | 2+7        | 0+0        | CB              | 1               | 0               | CL                 | 0                  | 0                  | -           | -           | -           | 10     | 0      |        |
| 2022              | Fluminense        | A/RJ+A            | 4+30       | 0+3        | CB              | 6               | 0               | CL+CS              | 0+1                | 0+3                | -           | -           | -           | 41     | 6      |        |
| Totale Fluminense | Totale Fluminense | Totale Fluminense | 6+37       | 0+3        |                 | 7               | 0               |                    | 1                  | 3                  |             | -           | -           | 51     | 6      |        |
| gen.-giu. 2023    | Watford           | FLC               | 6          | 0          | FACup+CdL       | 0+0             | 0+0             | -                  | -                  | -                  | -           | -           | -           | 6      | 0      |        |
| 2023-2024         | Watford           | FLC               | 39         | 5          | FACup+CdL       | 3+1             | 1+0             | -                  | -                  | -                  | -           | -           | -           | 43     | 6      |        |
| Totale Watford    | Totale Watford    | Totale Watford    | 45         | 5          |                 | 4               | 1               |                    | -                  | -                  |             | -           | -           | 49     | 6      |        |
| ago.-dic. 2024    | Botafogo          | A/RJ+A            | 0+14       | 0+2        | CB              | 0               | 0               | CL                 | 6                  | 0                  | CInt        | 1           | 0           | 21     | 2      |        |
| 2025              | Botafogo          | A/RJ+A            | 5+0        | 0          | CB              | 0               | 0               | CL                 | 0                  | 0                  | SB+RS       | 1+2         | 0           | 8      | 0      |        |
| Totale Botafogo   | Totale Botafogo   | Totale Botafogo   | 5+14       | 0+2        |                 | 0               | 0               |                    | 6                  | 0                  |             | 4           | 0           | 29     | 2      |        |
| Totale carriera   | Totale carriera   | Totale carriera   | 107        | 10         |                 | 11              | 1               |                    | 7                  | 3                  |             | 4           | 0           | 129    | 14     |        |

## Palmarès

### Competizioni nazionali
- Campionato brasiliano: 1

Botafogo: 2024

### Competizioni internazionali
- Coppa Libertadores: 1

Botafogo: 2024